# PVCS
Le PVCS (sigle pour Polytron Version Control System) est un des premiers systèmes de gestion de versions.

## Historique
Vers 1997, PVCS était la propriété de la société Intersolv et comprenait un logiciel de gestion de versions (appelé PVCS Version Manager), un logiciel de gestion des demandes de changements (appelé PVCS Tracker) et un logiciel de gestion de compilations (appelé PVCS Configuration Builder). Les trois logiciels ensemble furent connus sous le vocable PVCS Professional.
En 1998, Intersolv fait l'acquisition d'une autre société appelée SQL Software, qui était le propriétaire d'un logiciel PCMS Dimensions intégrant la gestion de versions, de changements et basés sur des définitions de processus (cycles de vie). Ce logiciel sera désormais appelé PVCS Dimensions. En fait, ce logiciel n'avait pas grand-chose à voir avec les autres produits PVCS, au sens technique du terme. Un des premiers pas vers une intégration fut l'inclusion du moteur d'archivage de PVCS VM dans PVCS Dimensions. 
En 1999, Intersolv est acquise par Micro Focus, pour former MERANT et ensuite, MERANT redevient indépendante et revend Micro Focus (sic !)[réf. nécessaire] pour être finalement rachetée par Serena en 2004. Entretemps, le terme PVCS avait disparu, pour réapparaître pour la gamme PVCS Professional (composé de PVCS Version Manager, Serena TeamTrack - qui remplace PVCS Tracker - et Serena Builder). Dimensions s'appellera désormais Serena Dimensions CM (pour Configuration Management) .
Dans la version 10.1, Serena Dimensions inclut aussi une gestion intégrée des déploiements et des compilations vers/sur tous les mondes ouverts (Windows, Linux et Unix) et le monde mainframe MVS. Cette extension, qui existe depuis 3 versions, a été fortement améliorée et permet d'avoir un référentiel de développement, de compilation et de déploiement centralisé unique pour tous les mondes (ouverts et mainframe).
Un module optionnel de Serena Dimensions permet également de gérer les exigences (Dimensions RM pour Requirement Management) et de les partager avec Dimensions CM afin de couvrir la totalité du cycle de vie applicatif (ALM = Application Lifecycle Management), depuis le recueil et la formalisation des besoins utilisateurs (les exigences) jusqu'au déploiement en passant par le suivi des processus de développement (la gestion des configurations).